# Hyena Road
Hyena Road ist ein kanadischer Kriegsfilm aus dem Jahr 2015. Regisseur des Filmdramas ist Paul Gross, der auch das Drehbuch schrieb und eine der Hauptrollen spielte.

## Handlung
Ryan Sanders ist ein Scharfschütze der kanadischen Streitkräfte. Er ist in der afghanischen Provinz Kandahar eingesetzt. Dort gerät er eines Tages mit seinen Kameraden in einen Hinterhalt. Sie können sich in ein Dorf retten, in dem sie auf einen seltsamen Mann treffen, der sie in sein Haus einlädt und vor den angreifenden Talibankämpfern in Sicherheit bringt. Die Beschreibung des Mannes weckt das Interesse des Nachrichtenoffiziers Pete Mitchell. Er trifft sich mit dem Mann und erkennt, dass es sich um „den Geist“ handelt, einen legendären Mudschahedinkämpfer im Sowjetisch-Afghanischen Krieg, der lange Jahre verschwunden war.
Mitchell findet mit Hilfe seines afghanischen Freundes Haji heraus, dass der Geist wieder aufgetaucht ist, weil sein Sohn Schulden bei einem Milizenführer hat, der deshalb die beiden Enkeltöchter des Geistes entführt hat. Mitchell gibt dem Geist das Geld und bietet ihm ein sicheres Haus an, wo dieser sich mit dem Entführer treffen kann. Er hofft, auf diese Weise den Geist auf seine Seite zu bringen. In der Zwischenzeit hat der Geist seinerseits den Sohn des Milizenführers entführen lassen.
Das Treffen wird von Sanders und seinen Männern überwacht. Der Geist zahlt die Schulden, trotzdem verweigert der Milizenführer die Freilassung der Mädchen. Daraufhin übergibt ihm der Geist den Kopf des entführten Sohnes. Als der Milizenführer eine Pistole zieht, wird er von Sanders erschossen, woraufhin die Begleiter des Milizenführers den Treffpunkt fluchtartig verlassen. Als Sanders und sein Team sich zurückziehen wollen, treffen sie den Geist und werden plötzlich von Taliban angegriffen. Schwer verletzt gelingt es den Soldaten und dem Geist, in das Haus zu flüchten. Um nicht lebendig in die Hände der Taliban zu fallen, fordert Sanders per Funk Artilleriebeschuss an, in dem sowohl die Taliban wie auch die Soldaten und der Geist sterben.
Am Ende gelingt es Haji, den Aufenthaltsort der entführten Mädchen ausfindig zu machen, die von kanadischen Soldaten befreit werden können.

## Hintergrund
Hyena Road wurde auf der Canadian Forces Base Shilo in Manitoba gedreht. Der Film wurde am 14. September 2015 auf dem Toronto International Film Festival uraufgeführt und kam in Kanada am 9. Oktober 2015 in die Kinos. In Deutschland erschien er am 22. April 2016 auf DVD und Blu-ray.
Der Film erhielt mehrere Auszeichnungen und Nominierungen, unter anderem wurde er für den besten Ton, den besten Tonschnitt und die besten visuellen Effekte mit dem Canadian Screen Award ausgezeichnet.

## Synchronisation
Hyena Road wurde von der Synch! Synch! Kino- und TV-Synchronisation GmbH synchronisiert. Die Dialogregie führte Angelika Scharf, die auch das Dialogbuch schrieb.
| Darsteller        | Deutscher Sprecher | Rolle         |
| ----------------- | ------------------ | ------------- |
| Rossif Sutherland | Jens Wendland      | Ryan Sanders  |
| Paul Gross        | Gerhart Hinze      | Pete Mitchell |
| Christine Horne   | Simona Pahl        | Jennifer      |
| Nabil Elouahabi   | Frank Jordan       | Haji          |